# Tuckerton
Tuckerton es un borough ubicado en el condado de Ocean en el estado estadounidense de Nueva Jersey. En el año 2010 tenía una población de 3,347 habitantes y una densidad poblacional de 341 personas por km².

## Geografía
Tuckerton se encuentra ubicado en las coordenadas 39°36′5″N 74°20′17″O / 39.60139, -74.33806.

## Demografía
Según la Oficina del Censo en 2000 los ingresos medios por hogar en la localidad eran de $40,042 y los ingresos medios por familia eran $49,528. Los hombres tenían unos ingresos medios de $35,799 frente a los $30,583 para las mujeres. La renta per cápita para la localidad era de $20,118. Alrededor del 7.9% de la población estaba por debajo del umbral de pobreza.